# Champéry
Champéry (Champérié en francoprovençal) és un municipi del cantó suís del Valais, situat al districte de Monthey. Es tracta d'una localitat famosa pel seu turisme i amb una estació d'esquí.